# Brian Greene
Brian Greene (New York, 9 febbraio 1963) è un fisico statunitense, tra i più importanti studiosi della teoria delle stringhe.
Dal 1996 è professore alla Columbia University. È noto per le ricerche sulla simmetria speculare e ha teorizzato la transizione quantistica detta flop-transition, una forma di cambiamento di topologia, dimostrando che la topologia delle stringhe può subire una trasformazione attraverso una transizione conica.

## Biografia
Greene fu un enfant prodige in matematica. All'età di dodici anni fu aiutato da un professore universitario ad intraprendere studi di matematica più avanzati rispetto al livello comune per la sua età. Dopo aver studiato alla  Stuyvesant High School, nel 1980 Greene entrò come bachelor nella facoltà di fisica di Harvard, e nel 1986 ottenne un Ph.D. in matematica a Oxford.
Nel 1990 Greene entrò come insegnante nella facoltà di fisica della Cornell University, dove nel 1995 fu nominato professore ordinario. Nel 1996 entrò come professore di ruolo alla Columbia University; questa è ancora la sua attuale posizione. Alla Columbia Greene è condirettore dell'"Institute for Strings, Cosmology, and Astroparticle Physics" (ISCAP), ed è alla guida di un progetto di ricerca volto all'impiego della teoria delle superstringhe per rispondere a quesiti di natura cosmologica. 
Ha tenuto spesso conferenze e lezioni al di fuori dell'ambiente universitario, sia di natura tecnica che di carattere generale, in più di venticinque paesi. Uno dei suoi progetti più recenti è l'organizzazione di un Festival delle Scienze annuale a New York, iniziato nel 2008.
Attualmente Greene è impegnato nello sviluppo di una cosmologia delle stringhe, con particolare riferimento alla fisica trans-planckiana della radiazione cosmica di fondo e alla cosmologia delle brane, che, sulla base dell'ipotesi secondo cui una particella microscopica potrebbe rappresentare un tipo molto particolare di buco nero, potrebbe spiegare perché lo spazio mostri tre sole dimensioni macroscopiche. Questi studi mirano anche a ricostruire la dinamica del big bang, all'origine dell'universo.

## Opere
Il suo libro L'universo elegante del 1999, pubblicato nel 2000 in Italia da Einaudi, è volto alla divulgazione della teoria delle superstringhe e della M-teoria. Il libro è stato finalista al Premio Pulitzer e ha vinto il Premio The Aventis Prizes for Science Books nel 2000. L'universo elegante è stato poi realizzato come documentario televisivo dalla PBS con il Professor Greene stesso come voce narrante.
Il secondo libro, La trama del cosmo, del 2004, tratta di spazio, tempo, e della natura dell'universo. Fra i temi di questo secondo volume vi sono l'entanglement quantistico di particelle non locali in quanto correlato alla teoria della relatività speciale, e un'esposizione di base della teoria delle stringhe. Si tratta in sostanza di un'analisi della natura della realtà con escursioni su argomenti come lo spaziotempo, la cosmologia e le origini dell'universo (la cosiddetta teoria del tutto), con sconfinamenti in settori speculativi. 
In un altro suo libro, La realtà nascosta - Universi paralleli e leggi profonde del cosmo del 2011, pubblicato da Einaudi nel 2012, lo scienziato racconta le intuizioni teoriche dei fisici nel considerare che il nostro universo sia solo uno dei molti universi possibili, e ciò sia in base a pure speculazioni scientifiche, sia in base ad osservazioni sconcertanti, che possono diventare comprensibili solo ipotizzando l'esistenza di universi paralleli.
Oltre a saggi scientifici, nel 2008 Greene ha pubblicato anche un romanzo illustrato per bambini, Icaro ai confini del tempo.
Nel suo ultimo libro, Fino alla fine del tempo (in originale Until the end of time. Mind, matter, and our search for meaning in an evolving universe), del 2020, racconta di ciò che accadde nei primissimi istanti del Big Bang, fino alle remote ere della fine dell'universo e di ciò che accadrà all'universo stesso, in una prospettiva completamente nuova sul nostro posto nell'universo.

## Attività cinematografica
Brian Greene è stato consulente tecnico, per gli argomenti di fisica ivi trattati, nel film Frequency - Il futuro è in ascolto del 2000. Una delle sequenze iniziali mostra un televisore che trasmette un'intervista dello stesso Greene, il quale espone parte della teoria di cui è sostenitore.
In Déjà vu - Corsa contro il tempo del 2006, Greene ha svolto solo un ruolo di consulenza scientifica. Invece nel film Mimzy - Il segreto dell'universo del 2007, oltre a essere stato uno dei consulenti tecnici, ha recitato anche nel cameo di uno scienziato della Intel.
Ha inoltre recitato un piccolo cameo nella quarta stagione di The Big Bang Theory, nell'episodio The Herb Garden Germination, nel quale viene preso in giro da Sheldon Cooper per la sua attività di divulgazione scientifica.
Il suo libro L'universo elegante viene menzionato nel libro di Alan Glynn Territori oscuri, da cui è tratto il film Limitless di Neil Burger, del 2011.

## Curiosità
Greene possiede un numero di Erdős-Bacon pari a 5, possedendo un numero di Erdős pari a 3 e un numero di Bacon pari a 2.